# Peter Pan (film, 2003)
För andra betydelser, se Peter Pan (olika betydelser).
Peter Pan är en amerikansk-brittisk långfilm från 2003, som hade Sverigepremiär i mars 2004.

## Handling
Peter Pan återvänder ofta från Landet Ingenstans till London, men när han en natt besöker familjen Darlings hus förlorar han sin skugga. Han får hjälp av Wendy Darling att sy fast den igen och han ber henne att följa med honom tillbaka för att bli fostermamma åt de förlorade barnen.
I landet Ingenstans får Wendy och hennes bröder John och Michael bl.a. fäktas med pirater och träffa indianer. Men Kapten Krok har fått reda på Peter Pans svaga punkt av den avundsjuka älvan Tingeling; hans känslor för Wendy.

## Om filmen
Peter Pan är en filmversion av den klassiska pjäsen om Peter Pan av J.M. Barrie, med Jason Isaacs i rollerna som herr Darling och Kapten Krok - i pjäsen spelas de av tradition av samma skådespelare. Titelrollen Peter Pan, som traditionellt spelats av en ung kvinna, spelas här av en pojke, Jeremy Sumpter. Rollfiguren tant Millicent skapades av filmens manusförfattare.

## Roller
- Jeremy Sumpter - Peter Pan
- Jason Isaacs - Kapten Krok/ Mr. Darling
- Rachel Hurd-Wood - Wendy Darling
- Harry Newell - John Darling
- Freddie Popplewell - Michael Darling
- Richard Briers - Smee
- Ludivine Sagnier - Tingeling
- Lynn Redgrave - Tant Millicent
- Theodore Chester - Slightly
- Rupert Simonian - Tootles
- George McKay - Curly
- Harry Eden - Nibs
- Patrick Gooch & Lachlan Gooch - Tvillingarna
- Geoffrey Palmer - Sir Edward
- Olivia Williams - Mrs. Darling

## Svenska dubbningsröster
- Jesper Adefelt - Peter Pan
- Jonas Malmsjö - Kapten Krok/ Mr. Darling
- Elina Raeder - Wendy Darling
- Paolo Saka - John Darling
- Dennis Granberg - Michael Darling
- Guy de la Berg - Smee
- Irene Lindh - Faster Millicent
- Emil Smedius - Slightly
- Alexander Mazouz - Tootles
- Zacharias Bladh - Curly
- Mikael Enerdal - Nibs
- Gunnar Ernblad - Edward
- Sharon Dyall - Mrs. Darling
- Pia Green - Wendy som vuxen